# Thon Maker
Thon Marial Maker (Wau, Sudán del Sur, 25 de febrero de 1997) es un baloncestista de nacionalidad sursudanesa y australiana que pertenece a la plantilla de los Rio Grande Valley Vipers de la G League. Con 2,13 metros de estatura, juega en la posición de pívot. 

## Trayectoria deportiva

### Instituto
Maker asistió a dos escuelas de Luisiana, incluyendo a Metairie Park Country Day School, antes de establecerse finalmente en Carlisle School en Martinsville, Virginia. Durante su primer y segundo año, Maker promedió 22,2 puntos, 13,1 rebotes, 1,9 asistencias, 1,4 robos y 4,5 tapones en un total de 53 partidos. En su segundo año ganó el premio Gatorade de Virginia al jugador del año de dicho estado tras liderar a su instituto al campeonato estatal.
En septiembre de 2014, Maker y su hermano se matricularon en el instituto Athlete Institute en Mono, Ontario. En colaboración con el instituto Athlete Institute, los hermanos se matricularon al instituto Orangeville District Secondary School en Orangeville.
El 3 de abril de 2016, Maker declaró sus intenciones de entrar en el draft de la NBA, una decisión que necesitaba una aprobación por la NBA para determinar su elegibilidad. Para saltar un año universitario, Maker tuvo que convencer a la NBA de que se graduó en Orangeville Prep en 2015. Maker lo hizo con éxito, demostrando que se graduó del instituto en junio de 2015, pero se quedó un año más como estudiante de posgrado por su propia elección. Con la aprobación exitosa, Maker se convirtió en el segundo jugador en más de una década en dar el salto desde un instituto en Norteamérica al draft de la NBA.

### Profesional
El 23 de junio de 2016, Maker fue seleccionado en la décima posición del Draft de la NBA de 2016 por los Milwaukee Bucks, convirtiéndose en el primer jugador de instituto en ser seleccionado en la primera ronda desde el acuerdo de la NBA en 2005. El 30 de julio de 2016 firmó su contrato de rookie con los Bucks.
Tras dos temporadas y media en Milwaukee, el 6 de febrero de 2019, es traspasado a Detroit Pistons a cambio de Stanley Johnson.
Después de un año en Detroit, el 28 de noviembre de 2020, firma un contrato con Cleveland Cavaliers. Pero el 13 de enero de 2021, fue cortado tras 8 encuentros.
En agosto de 2021 fichó por el Hapoel Jerusalem B.C. de la Ligat ha'Al israelí. Dejando al equipo el 12 de diciembre.
El 21 de enero de 2022, forma parte de los Long Island Nets de la G-League.
El 28 de julio de 2022, firma por los Fujian Sturgeons de la Chinese Basketball Association (CBA).
En mayo de 2023 se une a Al-Kuwait SC para disputar la West Asia Super League.
En abril de 2024 fue contratado por el Al Riyadi Beirut como refuerzo para sus competencias internacionales. De ese modo fue parte del triunfo de su equipo en la West Asia Super League y de la Basketball Champions League Asia.
El 1 de octubre de 2024 firmó con los Houston Rockets, pero fue despedido el 14 de octubre. El 27 de octubre se unió a los Rio Grande Valley Vipers.

## Selección nacional
Maker fue objeto de disputa entre Australia Basketball y Canada Basketball, ya que ambas federaciones consideraban al jugador como un posible miembro de su selección nacional. Finalmente el pívot escogió jugar para el combinado oceánico, haciendo su debut en junio de 2018 en un duelo ante Japón por la clasificación de FIBA Asia y FIBA Oceanía para la Copa Mundial de Baloncesto de 2019.
Integró el plantel del equipo australiano que conquistó el Campeonato FIBA Asia de 2022.

## Estadísticas de su carrera en la NBA

### Temporada regular
| Año     | Equipo    | PJ  | PT | MPP  | %TC  | %3P  | %TL  | RPP | APP | ROB | TPP | PPP |
| ------- | --------- | --- | -- | ---- | ---- | ---- | ---- | --- | --- | --- | --- | --- |
| 2016-17 | Milwaukee | 57  | 34 | 9.9  | 459  | .378 | .653 | 2.0 | .4  | .2  | .5  | 4.0 |
| 2017-18 | Milwaukee | 74  | 12 | 16.7 | .411 | .298 | .699 | 3.0 | .6  | .5  | .7  | 4.8 |
| 2018-19 | Milwaukee | 35  | 0  | 11.7 | .440 | .333 | .541 | 2.7 | .5  | .3  | .5  | 4.5 |
| 2018-19 | Detroit   | 29  | 5  | 19.4 | .373 | .307 | .766 | 3.7 | .9  | .4  | 1.1 | 5.5 |
| 2019-20 | Detroit   | 60  | 14 | 12.9 | .482 | .344 | .664 | 2.8 | .7  | .4  | .7  | 4.7 |
| 2020-21 | Cleveland | 8   | 0  | 9.5  | .556 | .000 | .909 | 2.3 | .5  | .3  | .5  | 3.8 |
| Total   | Total     | 263 | 65 | 13.8 | .435 | .327 | .680 | 2.8 | .6  | .4  | .7  | 4.6 |

### Playoffs
| Año   | Equipo    | PJ | PT | MPP  | %TC  | %3P  | %TL  | RPP | APP | ROB | TPP | PPP |
| ----- | --------- | -- | -- | ---- | ---- | ---- | ---- | --- | --- | --- | --- | --- |
| 2017  | Milwaukee | 6  | 6  | 19.3 | .387 | .200 | .818 | 3.2 | 2.0 | .8  | 1.8 | 5.8 |
| 2018  | Milwaukee | 6  | 2  | 21.7 | .393 | .300 | .714 | 3.8 | .8  | .3  | 1.8 | 5.5 |
| 2019  | Detroit   | 4  | 2  | 17.3 | .269 | .000 | .889 | 2.3 | 1.0 | .0  | 1.0 | 5.5 |
| Total | Total     | 16 | 10 | 19.7 | .353 | .190 | .815 | 3.2 | 1.3 | .4  | 1.6 | 5.6 |

## Vida personal
Dos de sus hermanos se dedican al deporte profesional: Matur Maker juega al baloncesto y Maker Maker al fútbol. Es primo del también jugador profesional Makur Maker.
En 2016 surgieron teorías plausibles sobre su edad, sosteniendo que el jugador habría nacido tres o cuatro años antes que su fecha de nacimiento registrada oficialmente.